# おさるのジョージ4/王子でござーる!
『おさるのジョージ4/王子でござーる!』(Curious George: Royal Monkey) は、タグ・マーフィが監督を務めた、ユニバーサル・ピクチャーズによる長編アニメーション映画。

## キャスト
- 語り手 - リノ・ロマノ
- ジョージ - フランク・ウェルカー
- 黄色い帽子のおじさん - ジェフ・ベネット（原康義）
- 王女イザベル - ダニエラ・ボバディーヤ（宇山玲加）
- グスタヴォ国王 - フィリップ・アンソニー（石田圭祐）
- アナ - エライザ・シュナイダー（田中敦子）
- 競技場の女性（岩崎良美）